# 1515 год в науке
В 1515 году произошли различные научные и технологические события, некоторые из которых представлены ниже.

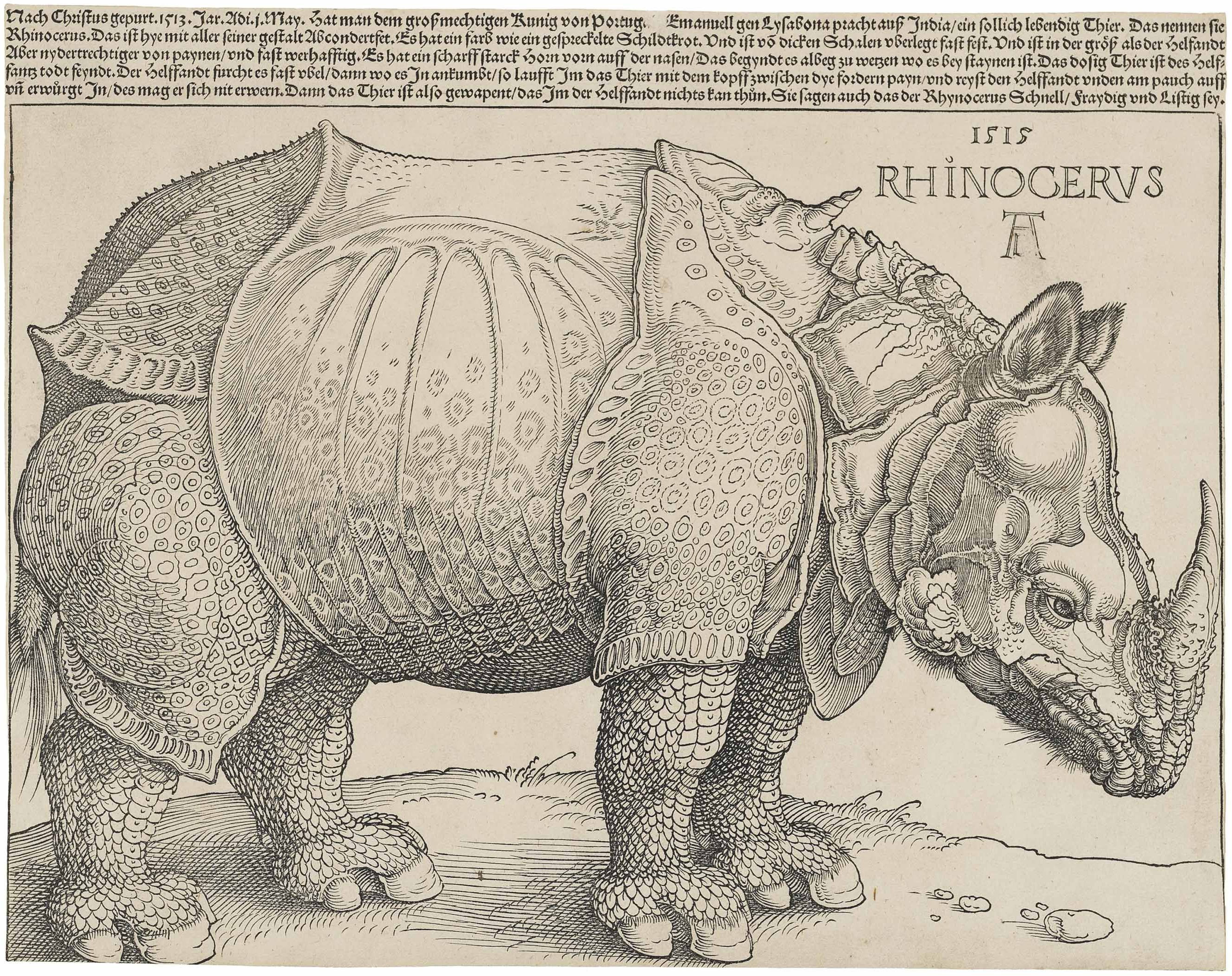
Альбрехт Дюрер. Носорог (1515 год)

## События
- Появился первый «глобус Шёнера»; на деле это был манускрипт, в котором контуры Америки и Азии были ещё показаны с чудовищными ошибками[1].
- 15 мая — В Европу (в Лиссабон) доставлен первый с античных времён живой индийский носорог, увековеченный на гравюре Альбрехта Дюрера[2].

## Родились

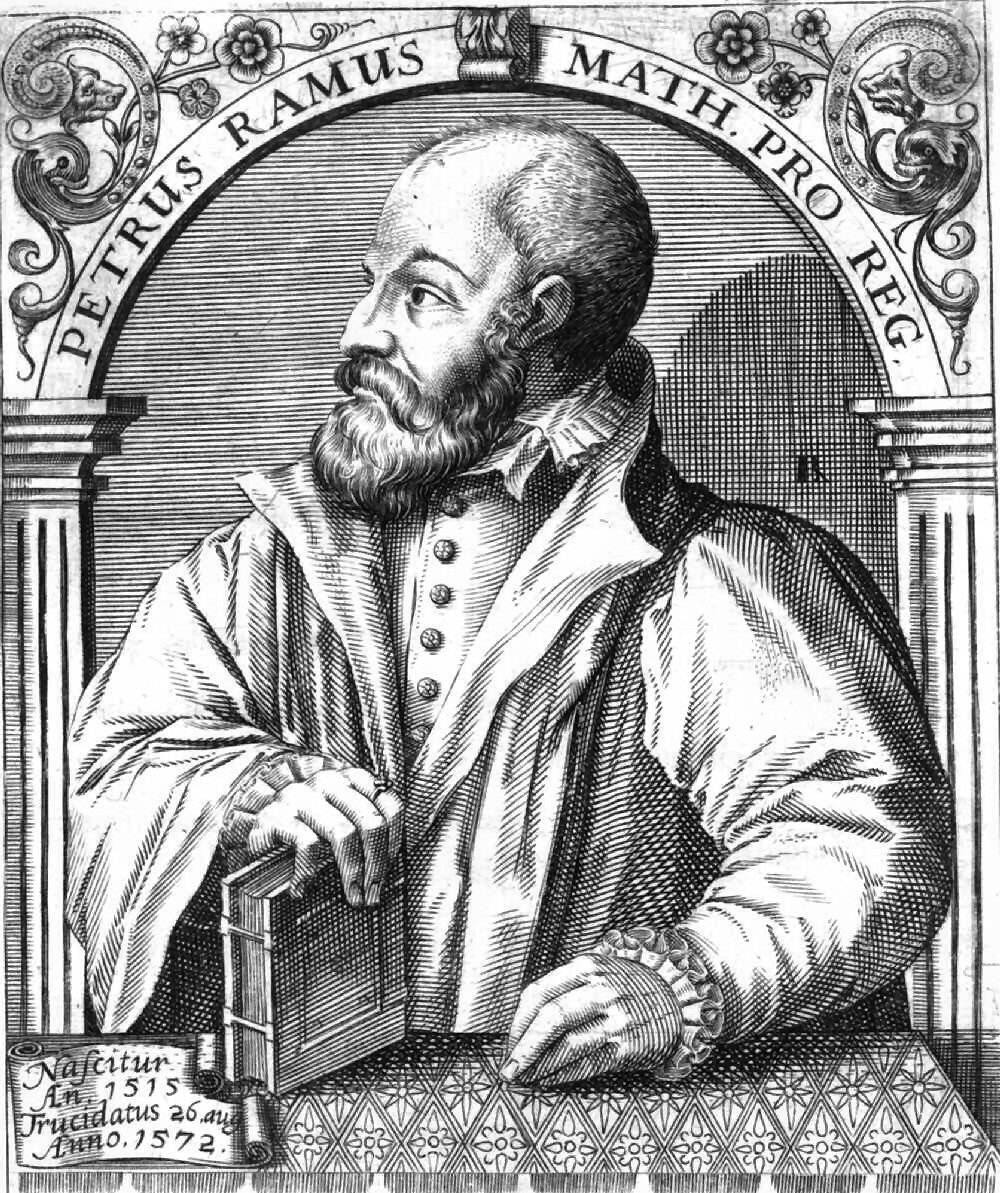
Пьер де ла Раме

См. также: Категория:Родившиеся в 1515 году'
- 18 февраля — Валерий Корд, немецкий врач и ботаник (умер в 1544 году).
- 24 февраля — Иоганн Вейер,  голландский и немецкий врач и оккультист, решительный противник «охоты на ведьм» (умер в 1588 году).
- Джорджо Бландрата, итальянский врач-антитринитарий (умер в 1588 году)
- Пьер де ла Раме, французский философ, логик и математик, кальвинист (убит в 1572 году во время «Варфоломеевской ночи»).
- Франсиско Эрнандес де Толедо, испанский врач и ботаник  (умер в 1587 году).

## Скончались
См. также: Категория:Умершие в 1515 году
- Андреас Штоберль, австрийский астроном, математик и теолог,  член венского кружка гуманистов  (род. в 1465 году).